# Глория Суонсън
Глория Суонсън (на английски: Gloria Swanson) е американска актриса, продуцент и бизнес дама. 

## Биография
Глория Суонсън е родена на 27 март 1899 година в малка къща в Чикаго, Илинойс. Тя е единствено дете на Аделаида (родена Клановски) и Джоузеф Теодор Суонсън (роден Свенсон), военен.  Тя е отгледана в лутеранската вяра. Баща й е шведско-американец, а майка й е от немски, френски и полски произход.  Поради привързаността на баща й към армията на САЩ, семейството се мести често. Тя прекарва част от детството си в Кий Уест, Флорида, където е записана в католическо манастирско училище, и в Пуерто Рико, където вижда първите си филми. 

### Кариера
Глория Суонсън участва в десетки неми филми и е номинирана три пъти за награда „Оскар за най-добра женска роля“. На 15-годишната Суонсън е предложена кратка разходка в един филм като статистка, с което започна кариерата и пред камерата. Наета е да работи в Калифорния за комедиите на Мак Сенет от „Кейстоун Студиос“ (Keystone Studios) с Боби Върнън. В крайна сметка тя е вербувана от „Фамоуз Плейър-Ласки“ (Famous Players-Lasky/Paramount Pictures), където подписва договор за седем години.
През 1925 г. Суонсън се присъединява към Юнайтед Артистс като една от жените пионери в киноиндустрията. Тя продуцира и участва във филма „Сади Томпсън“ („Sadie Thompson“, 1928), печели номинация за най-добра актриса на първите годишни награди „Оскар“. Дебютното й изпълнение в озвучен филм е през 1929 г. в „Престъпникът“ („The Trespasser“), носи й втората номинация за Оскар. След почти две десетилетия пред камерите, филмовия й успех отслабва през 1930-те години. Завръща се с ролята във филма „Булевардът на залеза“ („Sunset Boulevard“, 1950), който й носи награда „Златен глобус“ и трета номинация за награда „Оскар“. Тя прави само още три филма, но гостува в няколко телевизионни предавания и участва в на сценични пиеси.

### Смърт
Суонсън умира в болница в Ню Йорк през април 1983 г. от сърдечно заболяване на 84 годишна възраст.  Тя е кремирана и пепелта й е погребана в епископската църква на Пето авеню в Ню Йорк, в присъствието на тесен кръг от семейството. Църквата е същата, където е извършено погребението на президента Честър Артър. 
След смъртта на Суонсън се провеждат серия търгове от август до септември 1983 г. в галериите на Уилям Дойл в Ню Йорк. Колекционерите купуват мебели и декорации, бижута, облекло и сувенири от личния й живот и кариера. 

## Избрана филмография
| година | филм                 | оригинално заглавие | роля          | режисьор     |
| ------ | -------------------- | ------------------- | ------------- | ------------ |
| 1950   | Булевардът на залеза | Sunset Boulevard    | Норма Дезмонд | Били Уайлдър |